# Червона облямівка губ
Червона облямівка губ, яку також називають краєм губ, — це зазвичай чітка межа між губою та прилеглою нормальною шкірою. Вона являє собою перехід епідермісу від зроговілої шкіри обличчя до менш зроговілої шкіри губ. Вона не має сальних залоз, потових залоз або волосся.
Червона облямівка губ має помітне місце на обличчі, створюючи акцент для косметики (саме там іноді наносять помаду), а також є місцем виникнення деяких шкірних захворювань. Однак її функціональні властивості залишаються невідомими.

## Структура
Губи повністю складаються з м'яких тканин. Шкіра обличчя товстіша, ніж шкіра, що покриває губи, де кровоносні судини розташовані ближче до поверхні. Внаслідок цього, край губ формує перехід між товстішою та тоншою шкірою і представлений червоною облямівкою. Таким чином, вона має вигляд чіткої лінії між кольоровим краєм губи та прилеглою шкірою.
Її описують як бліду, білу закруглену облямівку, а також як червону лінію.
Ця тонка лінія блідої шкіри підкреслює різницю в кольорі між шкірою губ та шкірою обличчя. Уздовж верхньої губи два суміжні виступи червоної облямівки утворюють дугу Купідона.

### Мікроанатомія
Червона облямівка являє собою зміну епідермісу від сильно зроговілої зовнішньої шкіри до менш зроговілої шкіри губ. У ній немає сальних залоз, потових залоз або волосся.
Існує дві причини, чому у деяких людей облямівка виглядає червоною:
1. Епітелій тонкий, тому кровоносні судини розташовані ближче до поверхні.[7]
2. Цей епітелій містить прозорий елеїдин, а кровоносні судини розташовані близько біля поверхні сосочкового шару. У куточках рота розташовані сальні залози без волосяних фолікулів, які називаються точками Фордайса.[2][8]

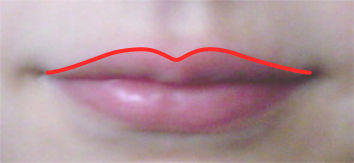
Лук Купідона на верхній губі.

Червона облямівка важлива в стоматології та патології ротової порожнини як маркер для виявлення захворювань, таких як актинічний хейліт.

### Пов'язані захворювання
- Періоральний дерматит — це висип, який зазвичай з'являється навколо рота, не вражаючи червону облямівку рота.[10]
- Гландулярний хейліт може проявлятися відчуттям печіння по червоній облямівці. Цей хронічний прогресуючий стан пов'язаний з витонченням шкіри губ та утворенням виразок.[11]
- Інфекції можуть вражати червону облямівку. Герпес на губах — одна з поширених інфекцій.[12] Імпетиго — це ще одне подібне захворювання.[13]
- Рак шкіри також може виникати на червоному краю губи.[9]
- Фетальний алкогольний синдром викликає аномалії обличчя, які включають тонку червону облямівку з гладким підносовим жолобком (фільтрумом).[14]

### Косметичний аспект
- З віком червона облямівка стає невираженою, що робить губи менш об'ємними і знижує привабливість обличчя[15].
- Зміщення червоної облямівки навіть на 1 мм дуже помітне, тому її збереженню під час відновлювальних операцій на обличчі приділяється багато уваги.[5].
- Вплив сонячного світла може розмити з'єднання між червоною облямівкою та шкірою. Застосування бальзаму для губ та сонцезахисного крему зволожує шкіру та захищає її від сонячного світла.[16]

### Хірургія
Верміліонектомія — це хірургічне видалення червоної облямівки. Іноді його виконують для лікування раку губи.

## Інше
В англійській мові використовується термін vermilion border, що буквально означає границя кольору верміліон. Верміліон — червоний колір (hex код #E34234), утворюється барвником, який отримували з сульфіду ртуті (кіновар), відомим з давніх часів. Цей колір символізує силу, збудження і розкіш.